# Gavria haplos
Gavria haplos är en stekelart som beskrevs av John S. Noyes 2000. Gavria haplos ingår i släktet Gavria och familjen sköldlussteklar.
Artens utbredningsområde är Costa Rica. Inga underarter finns listade i Catalogue of Life.